# 존 굿맨
존 굿맨(John Goodman, 1952년 6월 20일 ~ )은 미국 미주리 주, 세인트루이스 출신 배우이다. 1980년 TV 프로그램 인 모로 성 미스터리의 조지 로저스 역으로 데뷔하였다.

## 상세
디즈니 픽사 애니메이션 영화 몬스터 주식회사, 몬스터 대학교의 제임스 P 설리반 목소리로 유명 하며 2013년 8월 10일 디즈니 레전즈 어워드 입성하였다.

## 출연 작품
- 바로워스
- 귀여운 빌리
- 고인돌가족 플린스톤
- 코요테 어글리
- 에반 올마이티
- 허드서커 대리인
- 내 인생의 마지막 변화구 - 피트 클라인 역
- 클로버필드 10번지 - 하워드 역
- 콩: 스컬 아일랜드 - 빌 랜다 역
- 발레리안: 천 개 행성의 도시 - 이곤 시루스 역
- 아토믹 블론드 - 에밋 커즈펠드 역
- 캡티브 스테이트 - 윌리엄 멀리건 역

## 목소리 출연작
- 몬스터 주식회사, 몬스터 대학교 - 제임스 P 설리반
- 트랜스포머: 사라진 시대 - 하운드
- 갤럭시 히어로즈: 라쳇 앤 클랭크